# جيف كوك (لاعب كريكت)
جيف كوك (9 أكتوبر 1951 في المملكة المتحدة - ) (بالإنجليزية: Geoff Cook)‏ هو لاعب كريكت بريطاني. لعب مع نادي مقاطعة دورهام للكريكت ‏ ونادي مقاطعة نورثامبتونشير للكريكت ‏ وEastern Province (cricket team) ‏.

## وصلات خارجية
- جيف كوك على موقع إي آس بي آن كريك إنفو (الإنجليزية)